# STS-95

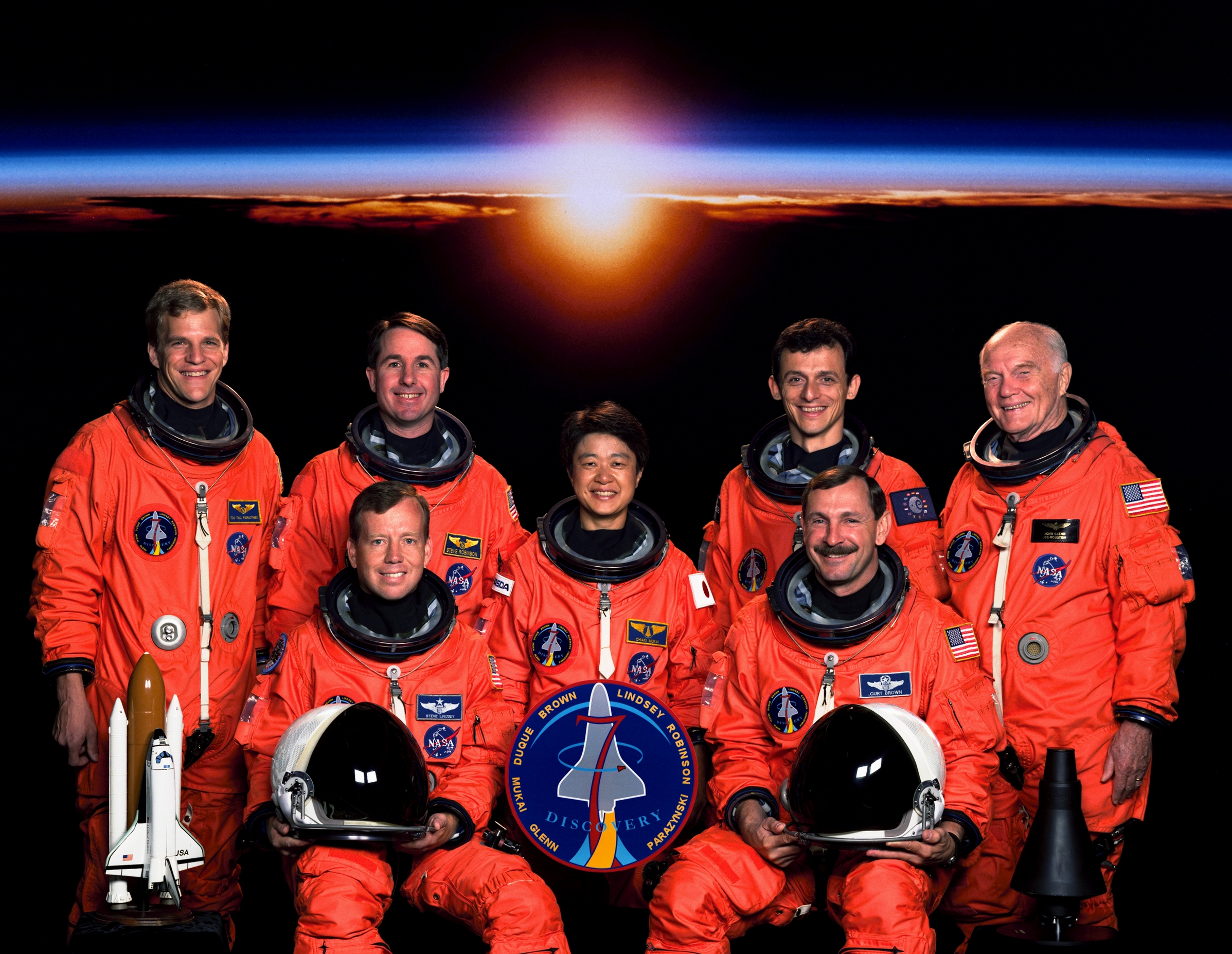
Екіпаж STS-95

STS-95 — космічний політ шатла «Діскавері» за програмою «Спейс Шаттл» (92-й політ програми). Діскавері стартував 29 жовтня 1998 року з Космічного центру імені Кеннеді в штаті Флорида. Програма польоту STS-95 передбачала виведення і повернення супутника Spartan 201 для досліджень Сонця, запуск малого супутника «Пансат» (англ. Pansat) відпрацювання апаратури для Космічного телескопа імені Габбла і проведення великого обсягу експериментів, включаючи медико-біологічні експерименти на 77-річному Джоні Гленні.

## Екіпаж
- (НАСА): Кертіс Браун (5)[1] — командир.
- (НАСА): Стівен Ліндсі (2) — пілот.
- (НАСА): Стівен Робінсон (2) — фахівець з програмою польоту-1, керівник робіт з корисним навантаженням.
- (НАСА): Скотт Паразинський (3) — фахівець за програмою польоту-2 бортінженер.
- (ЄКА): Педро Дуке Дуке (1) — фахівець за програмою польоту-3.
- (JAXA): Мукай Тіакі (2) — фахівець з корисного навантаження-1.
- (НАСА): Джон Гленн (2) — фахівець з корисного навантаження-2.

## Параметри польоту
- Нахил орбіти — 28,45°.
- Період обертання — 96,0 хв.
- Перигей — 550 км.
- Апогей — 561 км.

## Емблема
Вважається, що емблема, розроблена членами екіпажу, відображає наукові, технічні та історичні елементи польоту. Шаттл «Дискавері» зображений злітає над лімбо Землі у світлі висхідного Сонця, що символізує глобальне значення наукових завдань експедиції з вивчення Землі і Сонця на борту автономного супутника «Спартан» (англ. Spartan).
Емблема включає космічний корабель «Меркурій», який замикає орбіту навколо шаттла, і вписану в композицію цифру «7», що символізує зв'язок першого орбітального польоту Джона Гленна на кораблі «Френдшіп-7» та експедиції шатла «Діскавері», у складі екіпажу якого легендарний астронавт здійснює свій другий політ.
Три язики ракетного полум'я позаду космічного корабля символізують три головних області проводяться на борту досліджень: матеріалознавство в умовах мікрогравітації, медичні дослідження, астрономія.